# Коржавіна
Коржа́віна (рос. Коржавина) — присілок у складі Слободо-Туринського району Свердловської області. Входить до складу Слободо-Туринського сільського поселення.
Населення — 106 осіб (2010, 135 у 2002).
Національний склад населення станом на 2002 рік: росіяни — 99 %.